# Olympische Sommerspiele 2012/Teilnehmer (Somalia)
| Gelbes Symbol für Goldmedaillen mit stilisierten Olympischen Ringen | Graues Symbol für Silbermedaillen mit stilisierten Olympischen Ringen | Braundes Symbol für Bronzemedaillen mit stilisierten Olympischen Ringen |
| ------------------------------------------------------------------- | --------------------------------------------------------------------- | ----------------------------------------------------------------------- |
| —                                                                   | —                                                                     | —                                                                       |

Somalia nahm in London an den Olympischen Spielen 2012 teil. Es war die insgesamt achte Teilnahme an Olympischen Sommerspielen.
Fahnenträgerin bei der Eröffnungsfeier war die Leichtathletin Zamzam Mohamed Farah.
Die 200-Meter-Läuferin Samia Yusuf Omar starb Berichten zufolge bei einem Schiffbruch nahe Malta auf der Reise nach London zu den Spielen.

## Teilnehmer nach Sportarten

### Leichtathletik
| Athleten             | Wettbewerb | Vorlauf     | Vorlauf | Halbfinale | Halbfinale | Finale | Finale | Rang |
| Athleten             | Wettbewerb | Zeit        | Rang    | Zeit       | Rang       | Zeit   | Rang   | Rang |
| -------------------- | ---------- | ----------- | ------- | ---------- | ---------- | ------ | ------ | ---- |
| Frauen               |            |             |         |            |            |        |        |      |
| Zamzam Mohamed Farah | 400 m      | 1:20,58 min | 7       | –          | –          | –      | –      | 45   |
| Männer               |            |             |         |            |            |        |        |      |
| Mohamed Mohamed      | 1500 m     | 3:46,16 min | 13      | –          | –          | –      | –      | 38   |